# Otto Henne am Rhyn
Otto Henne am Rhyn, född 26 augusti 1828 i Sankt Gallen, död 30 april 1914 i Weiz, var en schweizisk kulturhistoriker och arkivarie.
Henne blev 1857 professor vid kantonskolan i Sankt Gallen och 1859 statsarkivarie där, men slog sig 1872 ned i Leipzig som utgivare av "Freimaurerzeitung", var sedan tidningsman i Hirschberg och Zürich, men återvände 1883 som statsarkivarie i Sankt Gallen.
Hennes viktigaste arbeten är Geschichte des Schweizervolks (tre band, 1865–66, tredje upplagan 1878), Allgemeine Kulturgeschichte (andra upplagan 1877–78 i sex band; band 7 1897), Gottfried Kinkel (1883), Kulturgeschichte des deutschen Volks 1886; tredje upplagan 1903 i två band), Die Kultur der Vergangenheit, Gegenwart und Zukunft (andra upplagan 1890), Der Teufels- und Hexenglaube (1892), Die Frau in der Kulturgeschichte (1892), Die Freimaurer (fjärde upplagan 1894), Die Jesuiten (tredje upplagan 1894) och Autobiographie (1890).